# Relatiebemiddeling

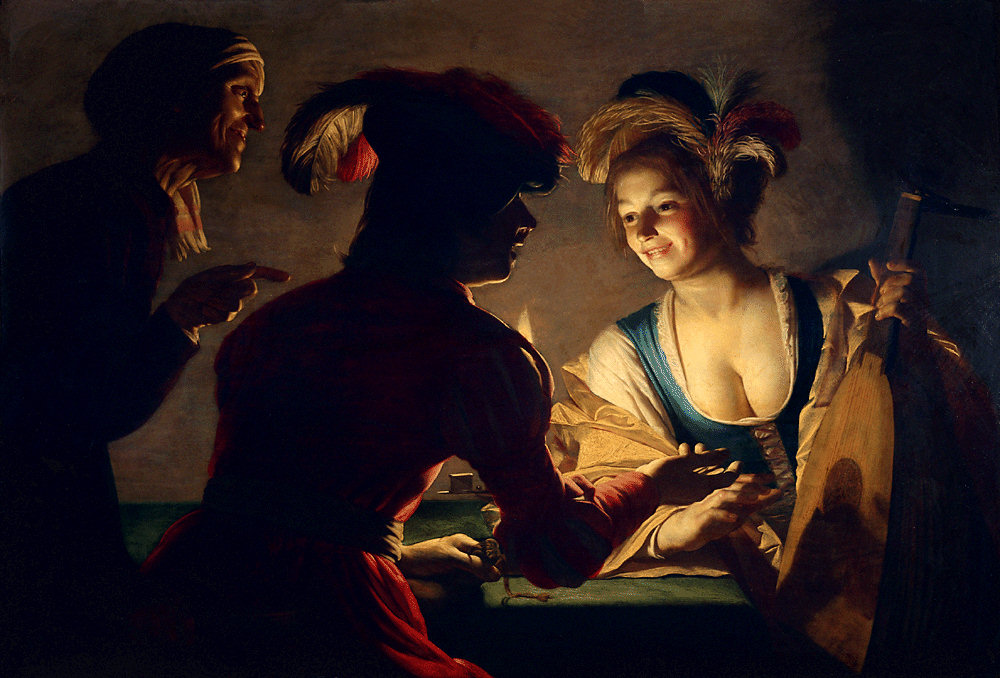
Gerard van Honthorst, De koppelaarster (1625)

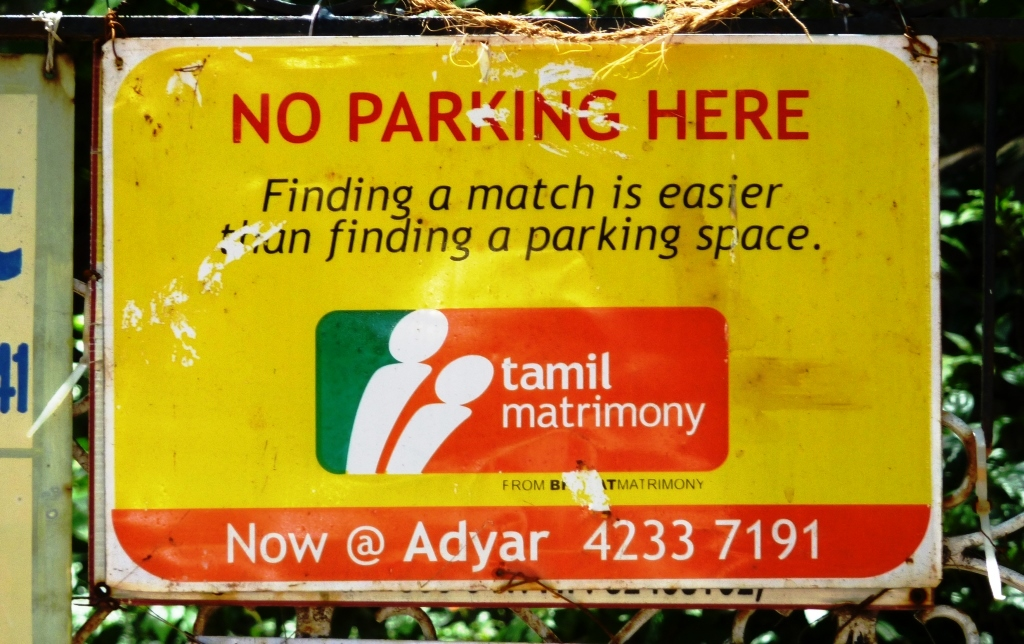
Reclame voor een huwelijksmakelaar in Chennai, India

Relatiebemiddeling is het in contact brengen van personen die op zoek zijn naar een affectieve relatie. Soms is het doel daarvan een huwelijk; dan wordt wel gesproken van een huwelijksmakelaar.
In sommige culturen is de rol van de huwelijksmakelaar geprofessionaliseerd. Bij streng orthodoxe en chassidische joden is het gebruikelijk dat een huwelijk gearrangeerd wordt. Daarbij wordt een huwelijksmakelaar, een sjadchen, ingeschakeld. In India wordt bij belangrijke beslissingen zoals een huwelijk een hindoeïstische astroloog geraadpleegd. Het doorgaan van het huwelijk hangt af van de informatie in de horoscoop van beide kandidaten.
Vroeger speelden geestelijken waarschijnlijk een sleutelrol in de meeste westerse culturen. Relatiebemiddeling was een van de nevenfuncties van de dorpspriester in de middeleeuwse katholieke gemeenschap, evenals een talmoedische taak van de rabbijnen in traditioneel joodse gemeenschappen.
Tegenwoordig kan men in de westerse wereld bij de zoektocht naar een geschikte partner de hulp inroepen van een relatiebemiddelingsbureau. De bemiddelaar wordt consulent of matchmaker genoemd. Vaak vindt eerst een kennismakingsgesprek plaats, waarna de consulent een geschikte partner uitzoekt.
Het moderne onlinedating is slechts een van de vele voorbeelden van dating die een beroep doen op de technologie als welhaast een tovermiddel om geluk te vinden. Datingsites vertrouwen vaak op persoonlijkheidstests om de kans op de beste match zo groot mogelijk te maken.